# Линдрос, Эрик
Э́рик Бра́йан Ли́ндрос (англ. Eric Bryan Lindros; 28 февраля 1973, Лондон, провинция Онтарио, Канада) — бывший канадский хоккеист, центральный нападающий, член Зала хоккейной славы.

## Игровая карьера
В 1991 году был выбран «Квебек Нордикс» под 1-м номером на драфте НХЛ. Но выступать за «Нордикс» отказался, вызвав бурю негодования у канадских болельщиков. После длительных переговоров Линдрос был обменян в «Филадельфию Флайерз» на группу игроков: Петер Форсберг, Рон Хекстолл, Стив Дюшен, Майк Риччи, Керри Хаффман, первый выбор драфта «Флайерз» – и плюс 15 миллионов долларов. Основную часть своей карьеры Линдрос провёл в составе «Флайерз», где он отыграл восемь сезонов. Тройку Джон Леклер — Эрик Линдрос — Микаэль Ренберг окрестили «Легион Смерти».
Сезон 2006/07 оказался для Линдроса последним в карьере из-за частых сотрясений головного мозга. Первое сотрясение Линдрос получил после столкновения с защитником «Питтсбург Пингвинз» Дарюсом Каспарайтисом в 1998 году. Затем, менее чем за два сезона, он получил ещё пять. Фатальное для карьеры Эрика (четвёртое по счёту в сезоне 1999/2000) сотрясение головного мозга Линдросу нанёс защитник «Нью-Джерси Девилз» Скотт Стивенс в седьмом матче финала Восточной конференции Кубка Стэнли.
В ноябре 2007 года Линдрос завершил карьеру в возрасте 34 лет. На той же пресс-конференции он также объявил о пожертвовании 5 миллионов долларов в пользу медицинского фонда London Health Sciences Foundation, где его регулярно приводили в порядок после полученных сотрясений. Более того, проблеме сотрясений Линдрос уделяет значительное количество времени и сегодня. Он ежегодно общается со студентами медицинских университетов (читает лекции, проводит круглые столы) на данной проблематике.
27 июня 2016 года было объявлено о включении Эрика Линдроса в Зал хоккейной славы в Торонто. Церемония включения прошла 14 ноября 2016 года.
18 января 2018 года «Филадельфия Флайерз» вывела из обращения в клубе игровой номер 88, под которым выступал Эрик Линдрос.

## Достижения
- Олимпийский чемпион 2002 года, серебряный призёр Игр 1992 года
- Обладатель Кубка Канады 1991
- Участник матчей всех звёзд НХЛ в 1994, 1996, 1997, 1998, 1999, 2000 годов.
- Обладатель «Харт Трофи» 1995 года.

## Родственники
- Младший брат Эрика Линдроса — Бретт — отыграв два неполных сезона в НХЛ, завершил свою игровую карьеру из-за полученных сотрясений головного мозга.
- Отец Эрика Карл Линдрос являлся его агентом.
- Предки Эрика Линдроса были родом из Швеции.

## Статистика
| Легенда | Легенда                    | Легенда | Легенда                   | Легенда | Легенда    |
| ------- | -------------------------- | ------- | ------------------------- | ------- | ---------- |
| И       | Количество проведённых игр | Штр     | Штрафное время            | +/−     | Плюс-минус |
| Г       | Голы                       | П       | Голевые передачи          | О       | Очки       |
| -       | Статистика неизвестна      | —       | Статистика не учитывалась |         |            |